# 缅甸
19°45′N 96°6′E / 19.750°N 96.100°E
緬甸聯邦共和國（發音：[pjìdàʊɴzṵ θàɴməda̰ mjəmà nàɪɴŋàɴdɔ̀]），通稱緬甸（發音：[mjəmà]），是一个位于中南半岛西北部的单一制国家，也是东南亚面积第二大的国家，人口约为5500万。缅甸西北部与印度和孟加拉国接壤，东北部分别与中华人民共和国的西藏自治区和云南省接壤，东部和东南部毗邻老挝和泰国，南部和西南部濒临安达曼海和孟加拉湾。该国的首都是内比都，最大城市为仰光。
缅甸地区的早期文明包括位于上缅甸的骠国和位于下缅甸的孟王国。9世纪时，缅族人进入伊洛瓦底江上游地区，并在1050年代建立蒲甘王國。随后，缅甸语、缅甸文化和上座部佛教逐渐在全国范围内占据主导地位。蒲甘王国最终因蒙古入侵而灭亡，之后该地区多个割据政权纷争不断。16世纪，東吁王朝统一整个缅甸，使缅甸一度成为东南亚历史上最大的帝国。19世纪时，英国东印度公司通过三次英缅战争控制了缅甸的行政权，将其变为英国殖民地。缅甸在二战期间曾短暂被日本占领，后来被盟军重新夺回。最终于1948年1月4日依据《缅甸独立法案》正式宣布独立。
缅甸独立后长期陷入动荡和冲突，且至今仍未平息。1962年政变后，緬甸社會主義綱領黨建立軍事獨裁政權。1988年3月爆发的8888民主運動促使缅甸在起义两年后名义上过渡至多党制。然而，缅甸军方在起义后成立的军事委员会却拒绝交出政权。缅甸长期受到境内各个民族冲突的困扰，联合国、人权观察等国际组织也曾多次报告该国存在系统性和持续性的人权侵犯。2011年，军政府在2010年大选后正式解散，并建立名义上的文官政府，昂山素季及其他政治犯获释。这些举措促成了缅甸外交关系的改善，并推动该国家經濟制裁的放松。然而，该国对少数民族（尤其是对罗兴亚人）的迫害，仍是国际社会关注和批判的焦点。2020年大选后，昂山素季领导的政党在两院赢得压倒性多数，缅甸国防军随即再次发动政变，重新掌控政权。此次政变遭到国际社会的广泛谴责，并引发缅甸全国范围的大规模抗议。军方对这次抗议采取了暴力镇压的手段，导致国内冲突加剧，内战也随之进一步升级。此外，军方还逮捕了昂山素季，并以贪腐、违反新冠防疫规定等罪名对其提出指控。独立观察人士普遍认为，这些指控均具有政治动机。
缅甸是东亚峰会、不结盟运动、东南亚国家联盟和环孟加拉湾多领域经济与技术合作组织的成员国。此外，缅甸还是上海合作组织的对话伙伴。该国自然资源丰富，包括翡翠、宝石、石油、天然气、柚木及其他矿产，同时拥有可再生能源。然而，缅甸长期饱受动荡、腐败和基础设施落后等问题的困扰，并经历了殖民时期的长期剥削，因此其人类发展指数较低。缅甸是全球贫富差距最悬殊的国家之一，且被列为最不发达国家。自2021年内战爆发以来，已有超过60万人在缅甸境内流离失所，超过300万人亟需人道主义援助。根据联合国难民署数据，截至2024年12月，缅甸有超过130万人被列为难民和寻求庇护者，国内流离失所者人数超过350万。

## 名称由来
“缅”是缅族人的书面语自称。
汉译名“缅甸”之源有多种说法。有称汉朝称缅甸为掸、唐朝称骠，12世纪初的宋朝后始称“缅甸”，“缅”寓意“遥远”、而中缅边界一带的山间谷地在当地称作“甸”。也有称宋朝称蒲甘、元朝称缅国，明朝起始称缅甸。姜永仁认为，“缅”字为缅文Myan的译音，“甸”字依王婆楞观点为“路途遥远受皇封之地”，但同时有学者认为“甸”係缅文Taing（国家、地区）或者傣文Ting（国家）、Tung（地区）等字音变后的汉译音。
缅甸之名，掸人称曼（Man），孟人称缅马（Mirma），英人称Myanmar，旧称Burma，缅人称Myan Ma或Bama，均得名自梵文Brahma-desa(譯為:梵天之地)。
緬甸語中，緬甸被稱爲「缅马」（မြန်မာ Myañma/Myăma）（或记作“缅玛”），同時存在口語讀音「㛧馬／跁馬」（ဗမာ Băma，古译“怕魔”）。1948年起，緬甸獨立，緬甸語成爲官方語言；1989年，缅甸军政府將「冕马」的音譯作為國家官方外文名，世上大部分國家依其自主意願亦同改稱；不過某些地方還是習慣以舊名稱之，如在泰國，「葩馬」（ Pá-mâa）仍比「缅马」（ Miian-maa）常用。

## 历史
大約距今七十五萬年前已經有直立猿人在緬甸生活，緬甸也有發現舊石器時代晚期的文物，至於新石器時代遺址更是屢有發現，例如境內的伊洛瓦底江邊的村莊也發現距今五千年前的文化遺址。
緬甸歷史以四個族群為主：孟族、驃族、緬族及傣族（又稱撣族）。哈維 (G. E. Harvey) 著作《緬甸歷史》中認為緬族自稱其祖先係來自北印度佛陀的部落，他們保留許多印度的文化習俗，約在西元後從印度阿薩姆進入緬甸境內。
將緬甸劃分成“上緬甸”和“下緬甸”是在英国殖民统治後的人为划分。相傳西元前200年，驃人進入依洛瓦底江的上游地區，並掌控中國和印度之間的通商之路。兩世紀之後孟族來到錫唐河流域，而在849年緬甸人接管驃河流域並建立蒲甘城。在825年－1757年，孟族国王统治南缅甸。1044年－1287年，缅族国王由蒲甘城开始统治。1278年，元朝政府设置缅中行省，管理緬甸東北部地區。後撤，併入云南等处行中书省。1287年－1531年，掸族国王由阿瓦由缅甸中部开始统治。1531年－1752年，东吁王朝統治缅甸。1752年－1885年，贡榜王朝統治缅甸。
1824年－1826年，第一次英緬戰爭，以英国的决定性胜利告终。1852年，第二次英緬戰爭，英軍進一步拿下緬甸其它區域。1885年（光绪十一年），第三次英緬戰爭，英軍占领了整个缅甸，並將之納入大英帝国下属的印度領地當中，成为英屬印度的一個省份。雲貴總督岑毓英據情上奏:252，清政府命驻英公使曾纪泽向英国政府抗议无效。1886年（光绪十二年六月），中国与英国在北京签订《中英缅甸条约》，「規定中国承认英国對缅甸有支配權，但缅甸對中国仍照往例，每十年一贡。至於中緬邊境未定界，應由兩國會商勘定。」:252
1890年－1947年，掸邦、佤邦成为大英帝国的保护国。克钦邦、钦邦则为分开的行政区。1894年，薛福成在倫敦與英國簽訂《中英滇緬商務條款》。1897年，修改訂約劃定疆界及規定商務課稅等條文。緬甸完全成為英國殖民地英屬印度的一省，由印度總督派員駐緬治理:252。1937年4月1日，《印度政府法》實行，缅甸脱离英屬印度，成为大英帝国缅甸本部。
1941年12月23日，中英在重庆签署《中英共同防御滇缅路协定》，中英军事同盟形成，中国为支援英军在滇缅（时为英属地）抗击大日本帝國、并为了保卫中国西南大后方，组建了中国远征军。这是中国与盟国直接进行军事合作的典范。从中国军队入缅算起，中缅印大战历时3年零3月，中国投入兵力总计40万人，伤亡接近20万人。1942年昂山和奈溫所领导的缅甸独立军引领緬甸戰役。1943年8月1日，日本宣佈給緬甸成立緬甸國，並幫助緬甸發展國家經濟:254。1944年2月，昂山秘密組織「反法西斯人民自由聯盟」。1945年3月27日，「反法西斯人民自由聯盟」揭起武裝抗日旗幟:255。8月15日日本投降後，大英帝国重返缅甸。10月16日，原緬甸總督斯密士爵士（Sir Reginald Dorman-Smith）重返緬甸，實施軍事管治。11月，臨時政府正式產生，以昂山為副總理。後來「反法西斯人民自由聯盟」分裂，臨時政府亦因此而夭折:255-256。
1946年8月，休伯特·兰斯將軍出任總督。第二次臨時政府成立，昂山為緬甸總理。1947年，众掸邦、克钦邦、钦邦及缅甸本部于掸邦境内彬龙（也译为班弄）小镇上，签署《彬龙协议》，协议之目的为，联合上緬甸、掸邦、克钦邦、钦邦等，联合向英国争取独立。7月19日，昂山將軍及六位閣員被暗殺:257-258。1948年1月4日：緬甸脫離英國六十多年的殖民統治，正式宣佈成立緬甸聯邦共和國，蘇瑞泰為首任緬甸總統。1948年－1958年，以吳努为首的反法西斯人民自由同盟成為缅甸联邦的执政党。1958年－1960年，奈温将军强迫吴努让其成立“看守政府”。1960年－1962年，吳努的緬甸聯邦黨（由反法西斯人民自由同盟廉洁派改名）在1960年緬甸大選获胜而執政。
1962年－1974年，奈温夺取政权並废除联邦宪法，成立“緬甸聯邦革命委員會”，排除民选制度，开始军人独裁统治。1964年5月廢止50元及100元大鈔。1967年6月緬甸排華殺掠事件。1972年4月，奈温军政府宣布「還政於民」，奈温本人退出军职:11。1974年1月，实行新宪法，3月召开人民议会，成立民选政府，奈温改任總統:11。1974年－1988年，奈温颁布新宪法，承认若开邦、钦邦、克钦邦、克伦邦、卡耶/克伦尼邦、孟邦、掸邦为行政单位。同時奈温褪去軍人形象，自任“缅甸社会主义纲领党”主席，“緬甸聯邦革命委員會”改稱“緬甸聯邦社會主義共和國國務委員會”，“緬甸聯邦”改國名為“緬甸聯邦社會主義共和國”，确立一党专政，實行緬甸式社會主義。
1988年7月，缅甸全国爆發大規模遊行示威，美國撤銷對時任緬甸軍政府的支持。長期獨裁統治的奈溫被迫下台，而後，奈溫的心腹盛倫於7月26日接替奈溫成為緬甸社會主義綱領黨主席，次日繼任緬甸總統。1988年8月8日，爆发著名的8888民主運動。1988年8月12日，盛伦辭去黨主席及總統的職務。 1988年8月19日，貌貌所领导的文官政府接任盛倫，並成為新一任的成為緬甸社會主義綱領黨主席。但僅僅一個月之後，被苏貌将军在9月18日发动的政变推翻，之后成立“緬甸聯邦恢復法律和秩序委員會”坚持一党专政，取代緬甸社會主義綱領党，成為緬甸軍政府的最高權力機構。而失勢的原執政黨“缅甸社会主义纲领党”更名为“緬甸民族團結黨”。1989年6月18日，緬甸軍政府将“缅甸”的英文写法“Burma”改为“Myanmar”。1992年，丹瑞将军取代苏貌将军全面接掌军政大权，继续一党专政。1997年，丹瑞将军將軍政府改組为“緬甸聯邦和平與發展委員會”，继续一党专政。同年，蘇貌將軍病逝，奈溫的影響力減退。2002年，奈溫在軟禁中去世。
2005年11月7日，缅甸軍政府因战略思维宣布首都由仰光迁都至内比都。2007年8月中旬，仰光爆发2007年緬甸反軍政府示威，是緬甸二十年来规模最大的抗议游行，參加人数大约数十万人。游行本为抗议油价高涨，后转为要求民主的反政府示威遊行，至9月26日军人政府开始镇压，致数人死亡。2008年2月9日，軍人政府宣布將在五月舉辦公民投票通過新憲法，並在2010年舉行民主選舉來成立新政府。2008年5月3日，特强气旋风暴纳尔吉斯袭击仰光等人口稠密城市，造成至少13万人死亡。 2010年10月21日，缅甸国家和平与发展委员会颁布法令，正式启用新宪法确定的新国旗和新国徽，但是国歌不变。並且把國名由“緬甸聯邦”改為“緬甸聯邦共和國”。
2011年3月30日，登盛成為緬甸總統，丹瑞退位。2012年4月1日，緬甸聯邦選舉委員會發布公告，在45個議會議席補選中，全國民主聯盟最終獲得了43席（聯邦議會人民院37席、民族院4席共計41席，地方議會2席），全國民主聯盟主席翁山蘇姬當選聯邦議會人民院議員。2013年5月2日，緬甸執政黨聯邦鞏固與發展黨（鞏發黨）證實，總統登盛已經正式辭去該黨主席職務，時任聯邦議會人民院議長瑞曼接任鞏發黨主席。
2015年11月8日，缅甸举行25年来首次大选。经过计票，由翁山蘇姬所领导的全国民主联盟（全民盟）取得執政權，結束軍政府長達54年統治，以及親軍方的鞏發黨大約5年執政。其後全民盟及軍方依照憲法組成政府，翁山蘇姬出任國務資政。

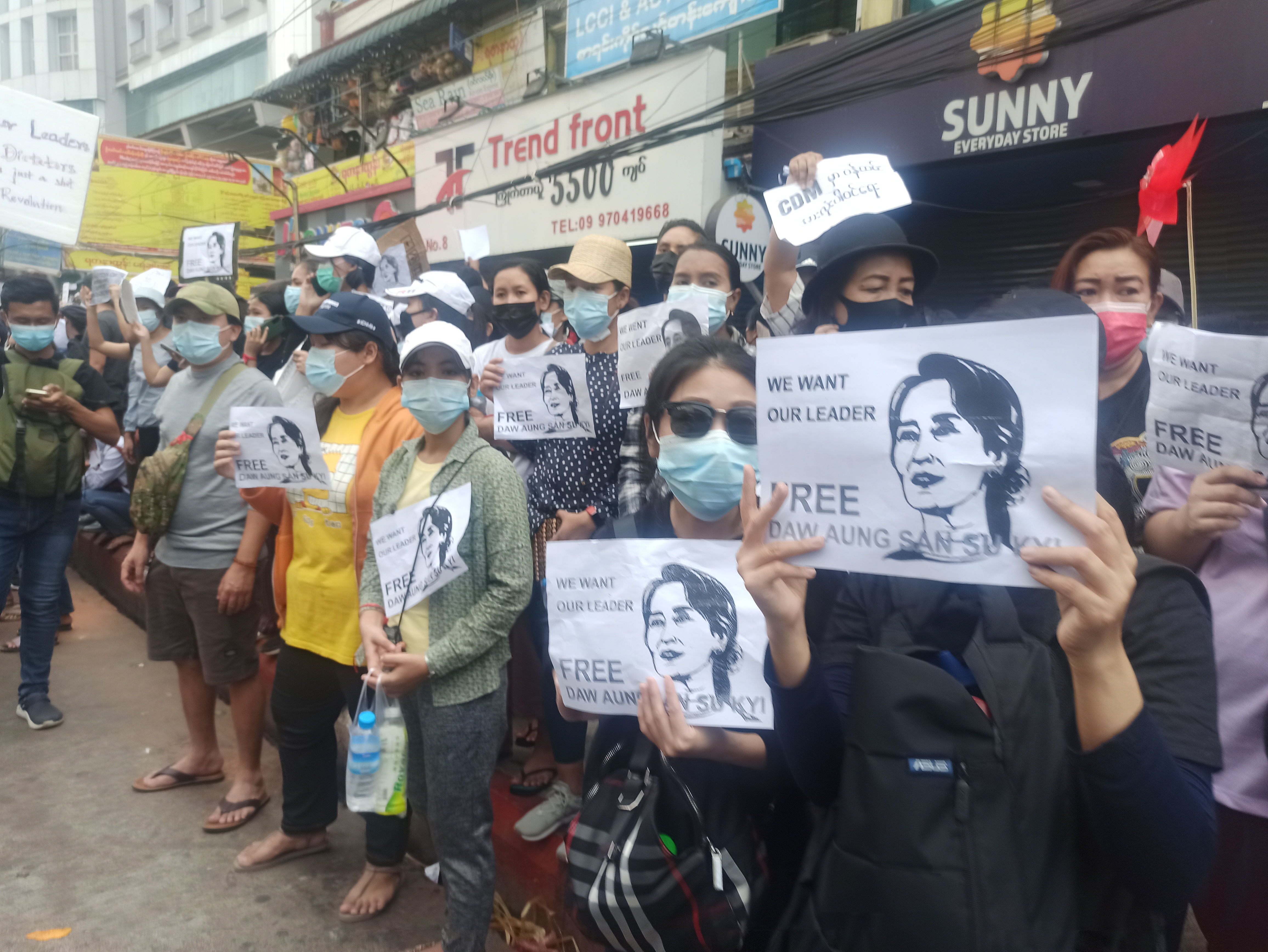
2021年缅甸反军事政变示威者手举昂山素季画像

2021年2月1日，缅甸国防军发动军事政变，翁山蘇姬等人遭缅甸军方扣押，多地出现通信中断。 缅甸国家电视台一度宣布因技术原因中止播送，其后恢复并播送关于缅甸军政府宣布为期1年国家紧急状态的新闻。缅甸军方宣称拘捕翁山蘇姬等人的行动是要回应关于2020年缅甸议会选举中涉及选举舞弊的指控。12月6日，她被内比都泽布迪瑞法院裁定“煽动罪”和“违反防疫规定”罪名成立，判处4年监禁，后被國家管理委員會主席兼總理敏昂莱减为2年。

## 政治与军事
缅甸現时为一個軍政府統治的國家，最高領導機構為「国家安全与和平委员会」。名義上的國家元首和政府首腦是緬甸總統，任期五年，由缅甸議會兩院選出。實際上的政府首腦是緬甸總理，2021年9月1日恢復，由緬甸國防軍總司令兼國家管理委員會主席敏昂來擔任。2025年7月31日，缅甸当局宣布组建新政府，吴纽梭担任缅甸总理。

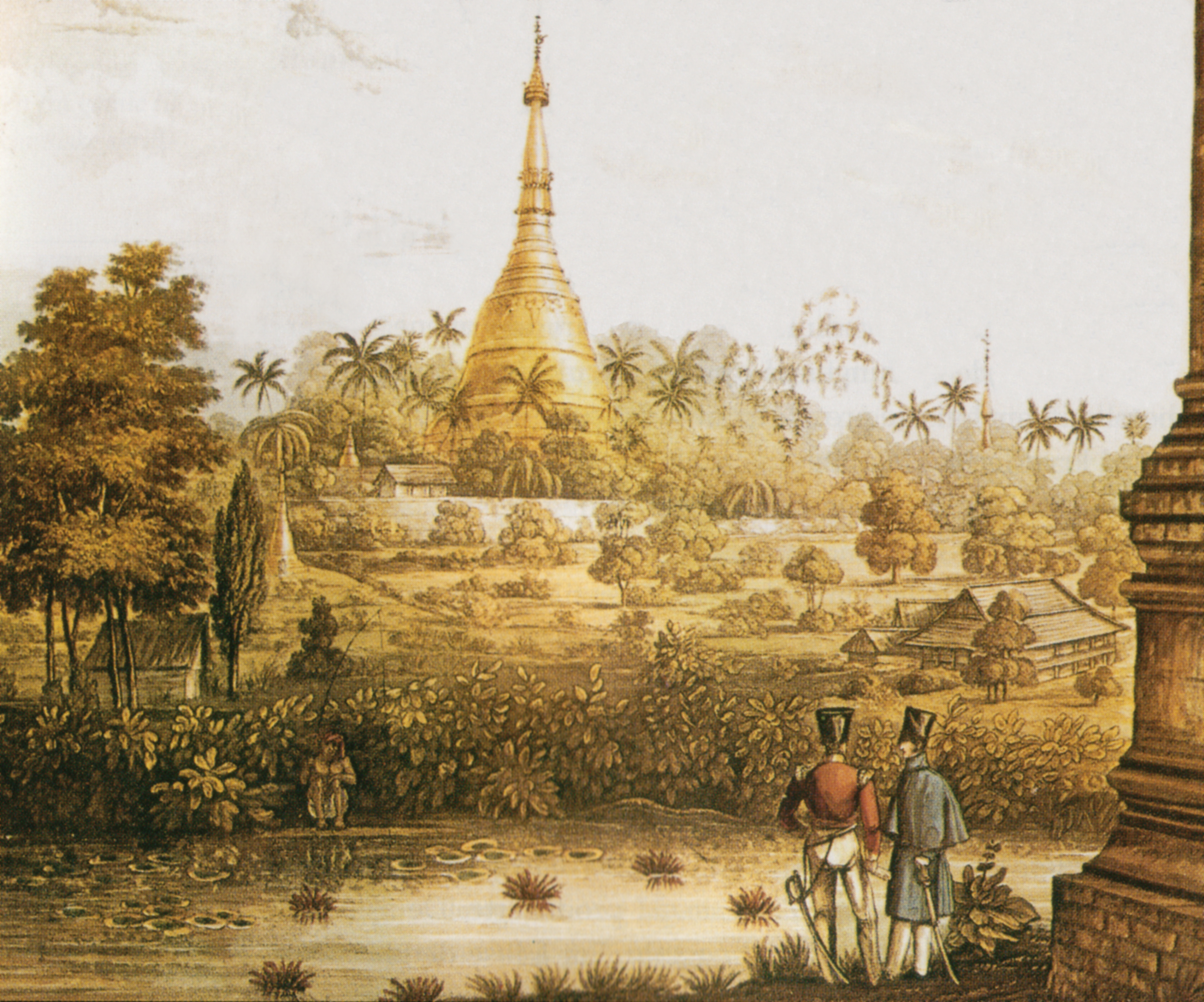
一幅英国于1852年印刷的仰光大金寺图，顯示出第一次英缅战争（1824-26）时期，英国對缅甸邊區的入侵

第二次世界大戰後及冷戰時期，緬甸於1962－1988年，由奈溫將軍的緬甸社會主義綱領黨實行一黨專政軍事獨裁。
1988年，缅甸军武装镇压民众對於经济不振和政治迫害不滿的抗议活动。1988年8月8日，军队朝游行示威者开火，该事件被称为8888民主运动。在那之後，缅甸主要政党包括全国民主联盟和掸族民主联盟，其他还有一些代表少数民族利益的政党。原奈溫派及部分军系組織緬甸民族團結黨，而軍政府則扶持联邦巩固与发展协会（联邦巩固与发展党的前身）。
1988年的抗议活动为1990年的人民议会选举铺了路，在此次近30年来的首次选举中，由翁山蘇姬所领导的全國民主聯盟以超过60%的选票赢得了超过80%的国会席位，然而这次选举结果随后被军政府宣布无效，而翁山蘇姬在選舉後遭到軍政府的長達六年的軟禁，並數次入獄，其後仍被軟禁。翁山蘇姬因身為缅甸的民主推動者獲得了国际的赞誉，在1991年更獲得了诺贝尔和平奖，但自1990年選舉至今，翁山蘇姬多次被軍政府軟禁，軍政府對於她人身的控制與監視一直沒有停止過。尽管當時的聯合國秘書長科菲·安南曾向丹瑞请求釋放翁山蘇姬，以及有来自东南亚国家联盟的压力，在2006年5月27日缅甸军政府仍再延长了对翁山蘇姬一年的软禁。虽然该政府正面临着国际上的孤立局面，他们仍旧宣称此為1975年国家保护法案授予的权力，即理论上政府有关押任何人的权力。
1990年12月，由人民议会选举出来的反對派代表们组成了一个以恢复缅甸的民主制度为主要任务的缅甸联邦国家联合政府，该政府為流亡政府，由昂山溫所帶领，缅甸联邦国家联合政府实际上只拥有相當有限的影響力，且被緬甸軍政府宣布为非法组织。
2005年12月，联合国安全理事会在一次非正式研讨会上首次提及缅甸的问题。东南亚国家联盟亦在对缅甸政府表示失望之餘成立了东南亚国家联盟内部国会缅甸核心小组会议，並陈述了缅甸缺乏民主的问题。
2011年2月以前，缅甸軍政府的領導人為丹瑞，他同时是国家和平与发展委员会主席，拥有所有決策權，包括任命及解除部长和内阁成员的权力，以及處理緬甸在国际政治上的權力。2004年10月19日，梭温替代钦纽成為缅甸总理，后者被視為丹瑞的親信。2007年5月，梭温因健康因素卸职赴新加坡治疗（至10月12日病逝），由国家和平与发展委员会秘书长登盛出任总理（後為緬甸總統）。
2011年以後實行議會制，然而軍方在政府和議會仍具有相當的影響力。在緬甸，除卫生部、教育部、劳工部和国家计划和经济发展部外，大多数部长和内阁都受军队官员控制。
2021年緬甸政變後，軍方組建緬甸國家管理委員會統治國家，由緬甸國防軍總司令敏昂來大將擔任主席，副司令梭溫副大將擔任副主席。
2025年7月31日，缅甸宣布组建新政府，成立国家安全与和平委员会，由敏昂莱担任委员会主席，并由吴纽梭担任缅甸总理。

### 民主改革

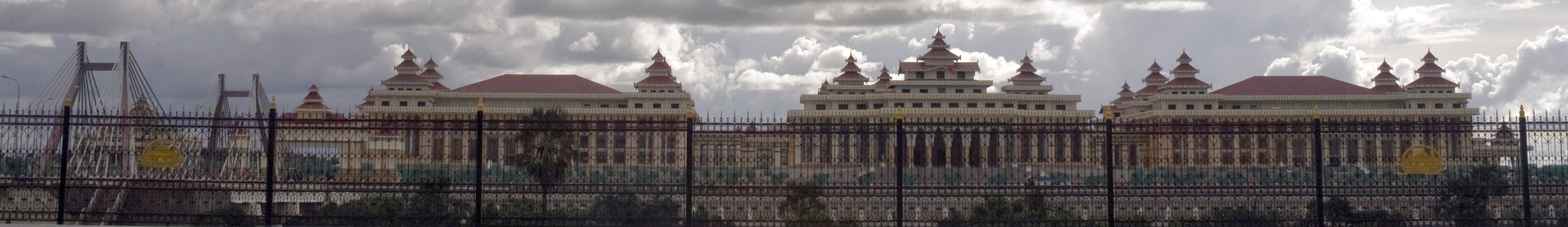
议会大厦全景，2010年10月

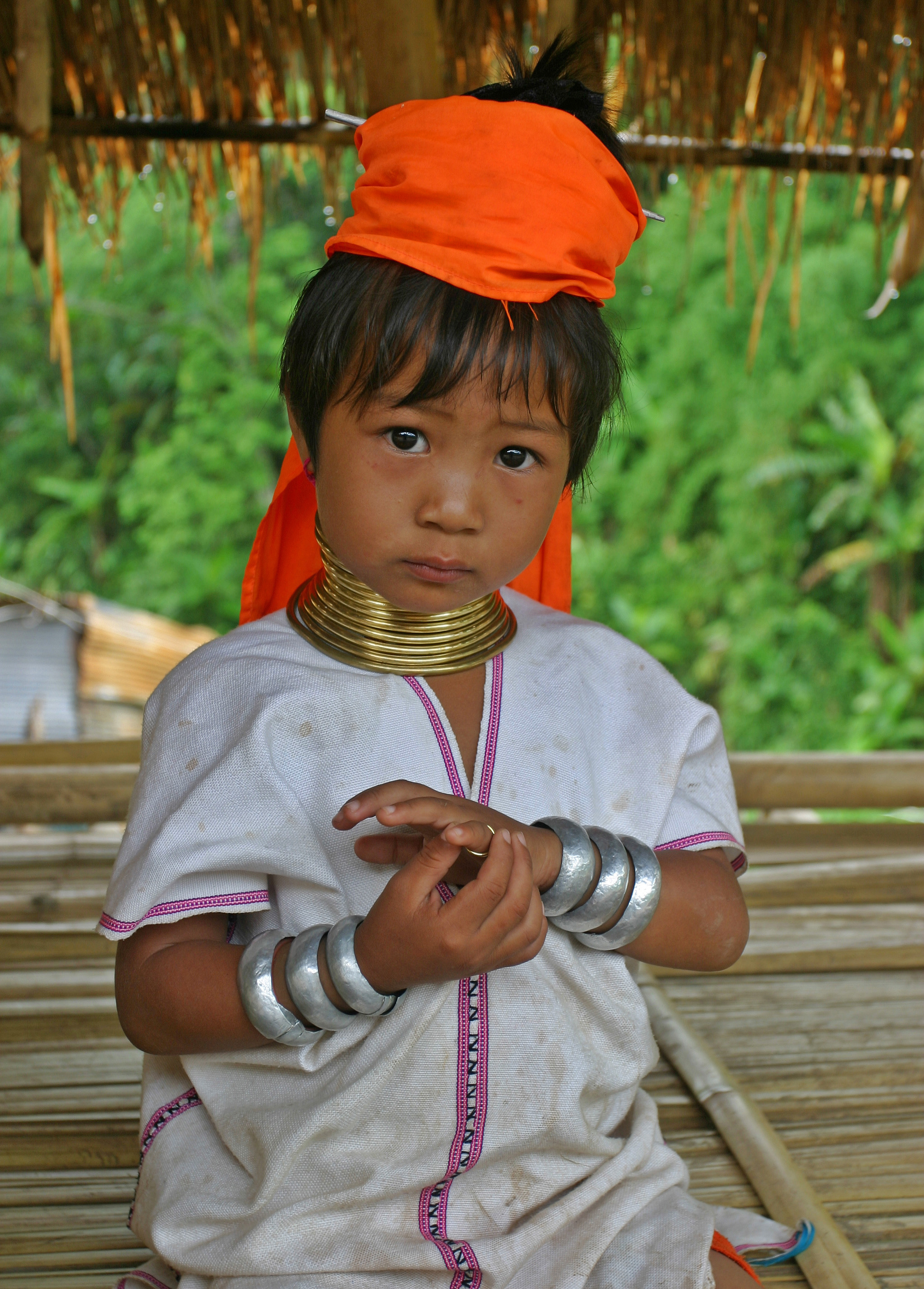
克伦族女孩

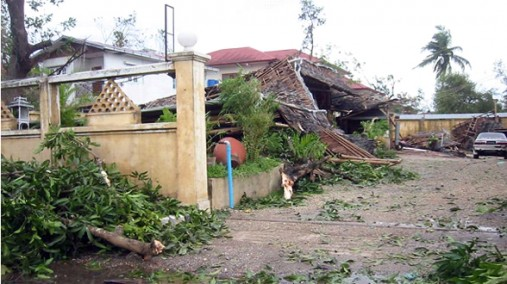
2008緬甸風災超過10萬人死亡

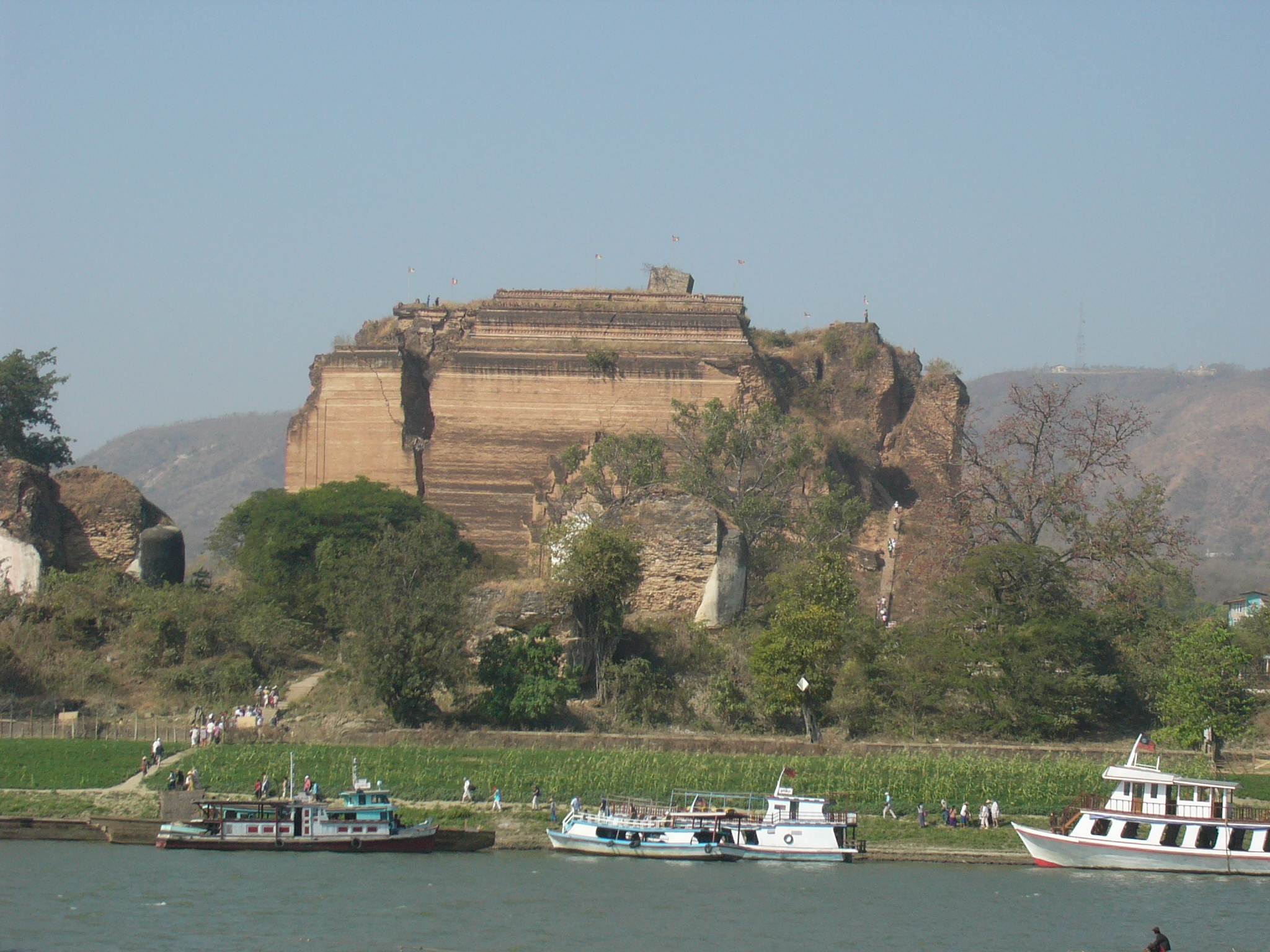
敏贡大佛塔

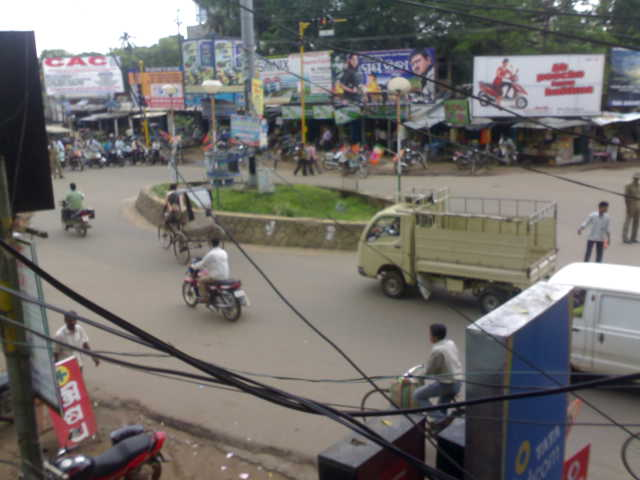
仰光街頭

2010年10月21日，缅甸国家和平与发展委员会颁布法令，缅甸正式启用《缅甸联邦共和国宪法》确定的新国旗、新国徽，国歌保持不变。
2010年11月7日，缅甸依据新宪法举行了一次多党制全国大选，共有37个政党参加大选。大选选举出联邦和省、邦各级议会代表，联邦议会由上院民族院（224席）和下院人民院（440席）组成，然后计划再选举出总统、副总统，组成新政府。其后，现军政府将向新政府移交国家权力。由于反对派及其领袖昂山蘇姬未能参选，所以这次选举在国内外备受批评，被指普遍存在舞弊行为。最终联邦巩固与发展党在人民院、民族院分别获得259席与129席成为第一大党。
2011年2月4日，緬甸國會選出聯邦鞏固與發展黨的登盛為緬甸總統。3月30日，一名缅甸官员说，军政府最高领导人丹瑞和副领导人貌埃当天退位，下令解散了国家和平与发展委员会（军人政府），将政权移交新政府。4月4日，缅甸官方正式宣布，统治国家将近20年的强人丹瑞已卸下军事领导人的职位。据消息灵通人士透露，目前各政府部门还挂着丹瑞的照片；许多分析家指出，由于登盛是丹瑞的重要亲信，所以78岁的丹瑞还是会在幕后听政。
據德國之聲報導，過去嚴格管制網路的緬甸，在新政府上台後為強化開明形象，於2011年10月27日宣布，正式解除Facebook、Twitter、BBC、Youtube等曾發表不利緬甸軍政府形象的網站封鎖，象徵緬甸進入網路自由時代。
2012年4月反对派领袖昂山蘇姬当选緬甸國會下议院议员，于5月2日正式上任。
2012年8月20日，缅甸政府信息部在其官网上宣布，即日起开始废除对所有缅甸当地出版部门的审查制度。2012年9月17日，缅甸政府宣布再特赦514名囚犯，包括部分外籍囚犯和政治犯。
2015年11月8日，舉行議會選舉。依據緬甸聯邦選舉委員會在11月13日公布最新計票結果，由翁山蘇姬領導的「全國民主聯盟」取得合共390個席次，跨越了過半數的門檻（總共664個議席），取得緬甸聯邦議會兩院的控制權，成為執政黨，全民盟於2016年與軍方組建政府。

### 军事政变
2021年1月26日，缅甸军方举行发布会对大选中选民名单出现的问题提出质疑，军方认定去年底大选存在大规模“选举舞弊”的情况，并表示不排除存在接管政权的可能性。
2021年1月29日，缅甸内比都、仰光和曼德勒先后出现游行示威活动，要求调查2020年大选中出现的舞弊问题。
2021年2月1日，缅甸总统温敏和国务资政昂山素季被军方扣押，缅甸军方表态权力已移交给国防军总司令敏昂莱。并宣布实施为期一年的紧急状态。缅甸多地民众抢购生活必需品。
2021年3月2日，緬甸軍事政變發生逾一個月，反軍方的示威者遭受越來越強烈的暴力鎮壓，至今造成至少60人死亡，有記者周一在家中被警方突擊拘捕，律師指至少6名記者被捕。东南亚国家联盟（ASEAN）外長周二召開視像會議後發表聲明，呼籲各方避免激起更多暴力，尋找和平方案解決問題；印尼、新加坡、馬來西亞、菲律賓外長都呼籲釋放緬甸國務資政昂山素姬及其他被拘押領袖。新加坡總理李顯龍周二就局勢發表意見，稱緬甸政府向平民使用致命武力是不可接受。
2021年3月14日，示威转趋暴力，發生流血衝突。晚间，缅甸国家管理委员会宣布仰光部分地区实施军事管制。3月20日，有8人在曼德勒的反軍方抗議中喪生。3月27日，緬甸民眾於建軍節在仰光和曼德勒多個城市上街示威，軍隊武力鎮壓，造成至少114人死亡，遇難者包括兒童。共有十二個國家的國防部長發表聯合聲明譴責緬甸軍政府武力鎮壓示威者，聯合國秘書長古特雷斯呼籲國際社會強硬回應緬甸軍政府的行為。

## 经济
緬甸是一個以農業為主的國家，人民每年所得平均約1,180美元，從事農業的人口超過60%，農產品有稻米、小麥、甘蔗等等。其國土的森林覆蓋率達50%，林區產硬木和貴重的柚木。工業有碾米、木材、石油開採、小型機械製造、礦產等部門。礦產有錫、鎢、鋅、鋁、石油、鋼玉及玉石，其中紅寶石及翡翠之質素全球最高。
21世紀初的緬甸經濟總體水平，並沒有在二次大戰之後有大幅的提高，反而比二次大戰前還低。據比較權威的估算，1936年緬甸國內生產總值（GDP）已達121.97億美元（當時人口1,570.8萬），人均年收入776美元，而2004年11月的統計數字，緬甸國民人均年生產總值僅356美元，人均年收入自然比這個數字更低，遠不及二戰前的人均年收入776美元。可见緬甸的經濟發展幾乎陷入停頓或倒退。
2011年，總統登盛上台，緬甸實行全面經濟改革，放寬投資政策，改革稅率及法律制度，外來投資金額由2010年的300萬美元大幅提升至2011年的20億美元，比率達667:1。貨幣政策的改變使緬幣升值近25%，2011年的經濟增長率為8.8%，國民人均年生產總值上升至1,300美元。
緬甸政府大量投資基建，耗資580億美元成立土瓦經濟特區，將與深水港為中心，佔地約萬公頃，目前緬甸政府已經和泰國建立多項合作，以後將建設水力發電廠、石化廠和煉油廠等項目，而中国、韓國（南韓）和印度都表示相當的興趣投資。緬甸政府期望打造緬甸成東南亞以至印度洋地區的新經濟中心。
緬甸於1997年7月23日加入東南亞國家協會（東協），並與諸如東協－中国自由貿易區、東協－韓國自由貿易區、東協－日本全面經濟伙伴關係，東協－澳大利亞，紐西蘭自由貿易區和東協－印度自由貿易區等對話伙伴一起，積極參加東協及相關的自由貿易協定。緬甸的經濟政策主張與東協經濟共同體的目標吻合非常重要，能購促進商品和服務、投資、熟練勞動力形成，保證更大的貿易流量，以提升該地區的全球競爭力。
缅甸还与东盟其他国家一起参加东亚峰会（EAS），就印度-太平洋地区面临的主要政治、安全和经济挑战进行战略对话与合作。

## 地理

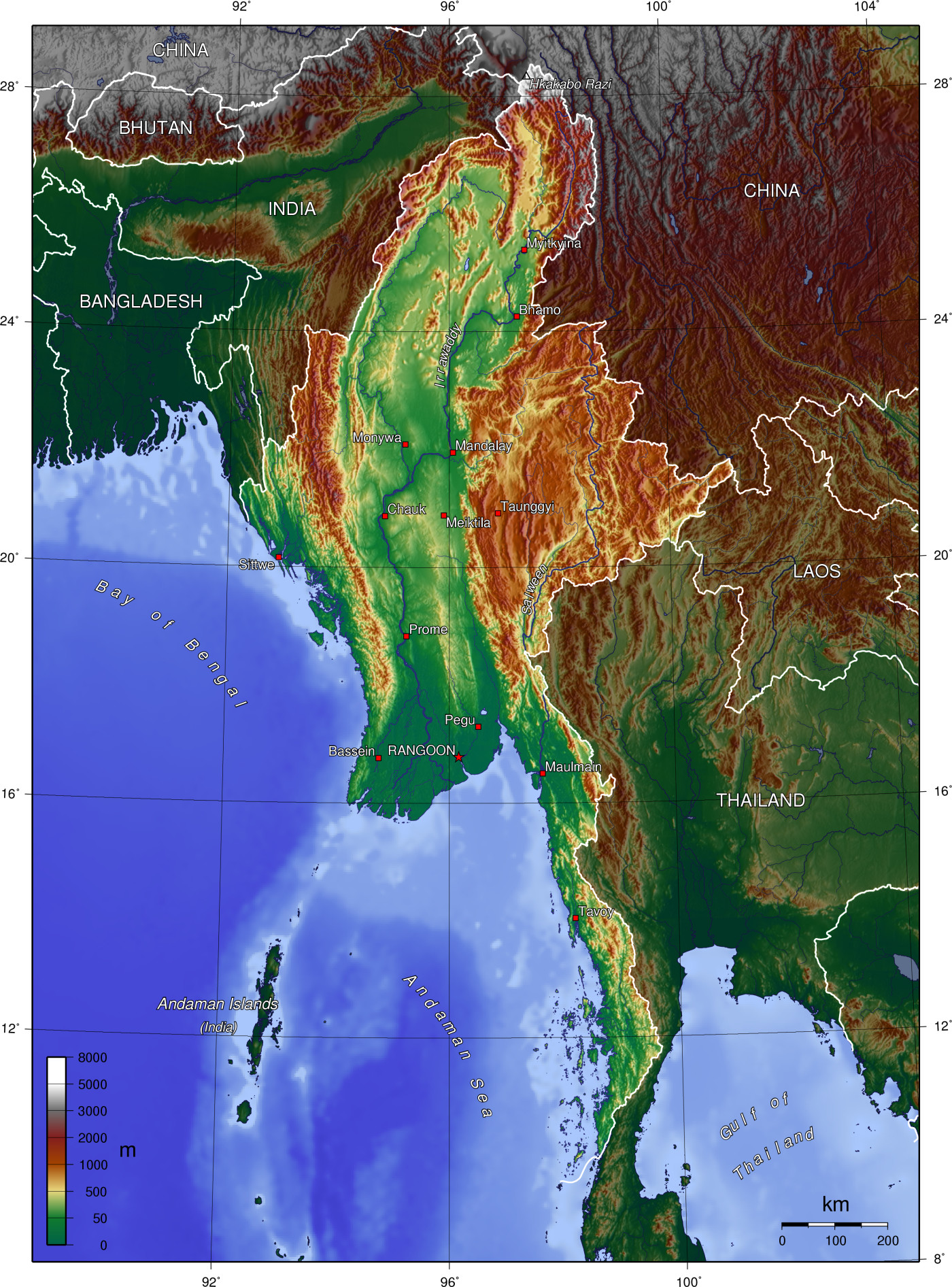
緬甸地形圖

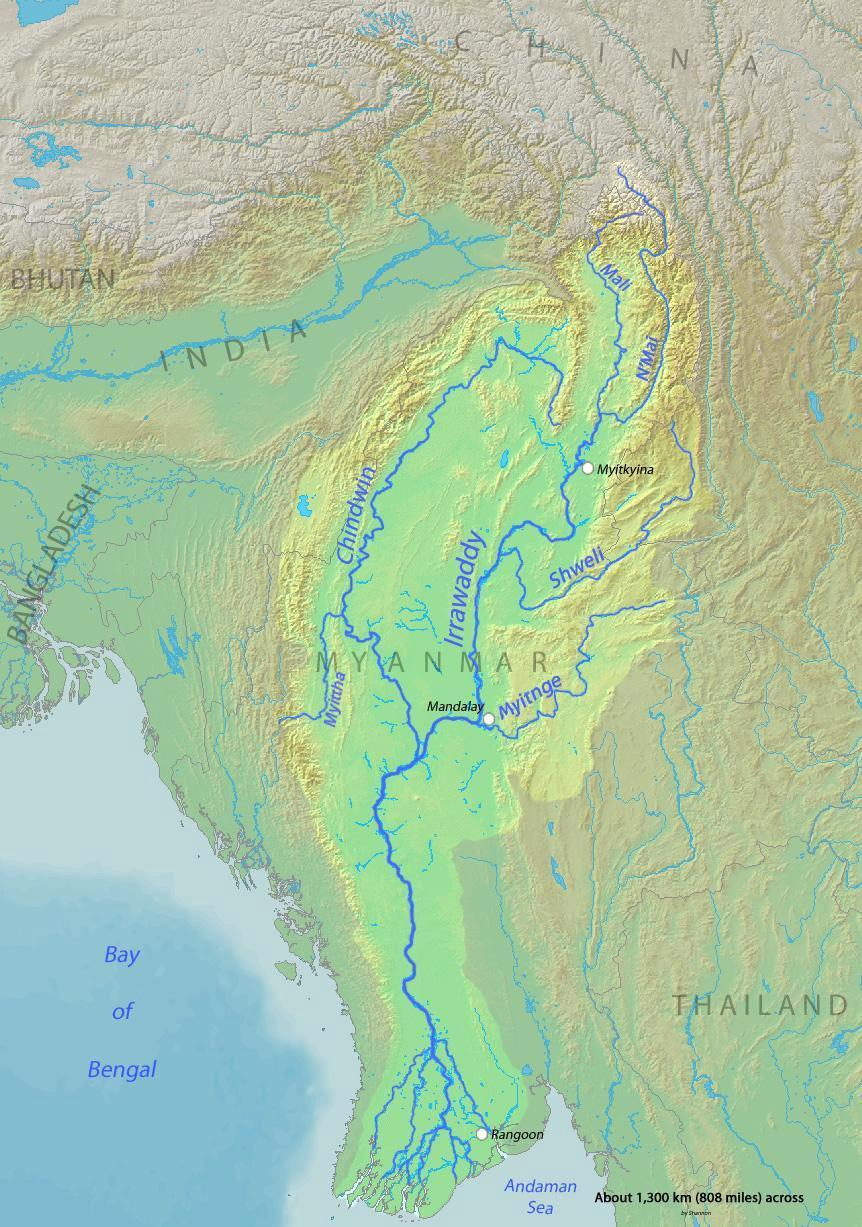
主要河流伊洛瓦底江和欽敦江

緬甸聯邦共和國位於東南亞西北部，東與中國、寮國和泰國相鄰，西與印度和孟加拉國相接。西南瀕臨孟加拉灣，南臨安達曼海。面積676,578平方公里，是東南亞大陸上面積最大的國家。緬甸三面環山，西部有若開山脈，北部有喜馬拉雅山、橫斷山脈，東部和東南部為撣邦高原和丹那沙林山脈。中部為平原。位於北部喜馬拉雅山中的開加博峰海拔5881米，是緬甸也是東南亞的最高點。
主要河流有伊洛瓦底江、欽敦江、薩爾溫江和錫唐河等。其中伊洛瓦底江發源於中國西藏林芝地區，向南流經緬甸中部地區，最後注入安達曼海。緬甸大部分人口生活在伊洛瓦底江流域，為緬甸最重要的河流。
氣候屬於熱帶季風氣候。河谷平原夏季悶熱多雨，內陸山區比較乾燥。

### 地形
缅甸西部边境有那加山脉和阿拉干山脉，东部为掸邦高原，中部是依洛瓦底江平原，南部有丹那沙林山地。
兩旁有山脈環伺，中央部份有南北向廣大的沖積平原，是農業的精華區，雨季時常泛濫。

### 气候
缅甸位于南亚季风区，属热带季风气候，3－5月是暑季，6－10月是雨季，11月－2月是凉季；山地多雨区年降水量达3,000－5,000毫米，内陆干燥区500－1,000毫米。
夏季，河谷平原因熱氣無法由高聳的北邊界流出，再加上西南季風自南邊缺口北上，頗為悶熱。

## 交通

### 鐵路
截至2009年1月31日，緬甸鐵路總里程為3,186.86英里，共有火車站812座。

### 公路
截至2006年的統計數據，緬甸境內公路總長度為16,777 英里（27,000公里），唯一的高速公路是仰光-曼德勒高速公路。

### 航空
截至2010年7月，該國有69座機場，規模較大者為仰光國際機場和曼德勒國際機場。

### 水運
緬甸的主要海港包括仰光、實兌、土瓦；内河运输方面，仰光、伊洛瓦底江三角洲地区和若开邦每天有13条水路运输，主要河港包括密支那、八莫、曼德勒、稍埠、勃生。

## 人口・民族

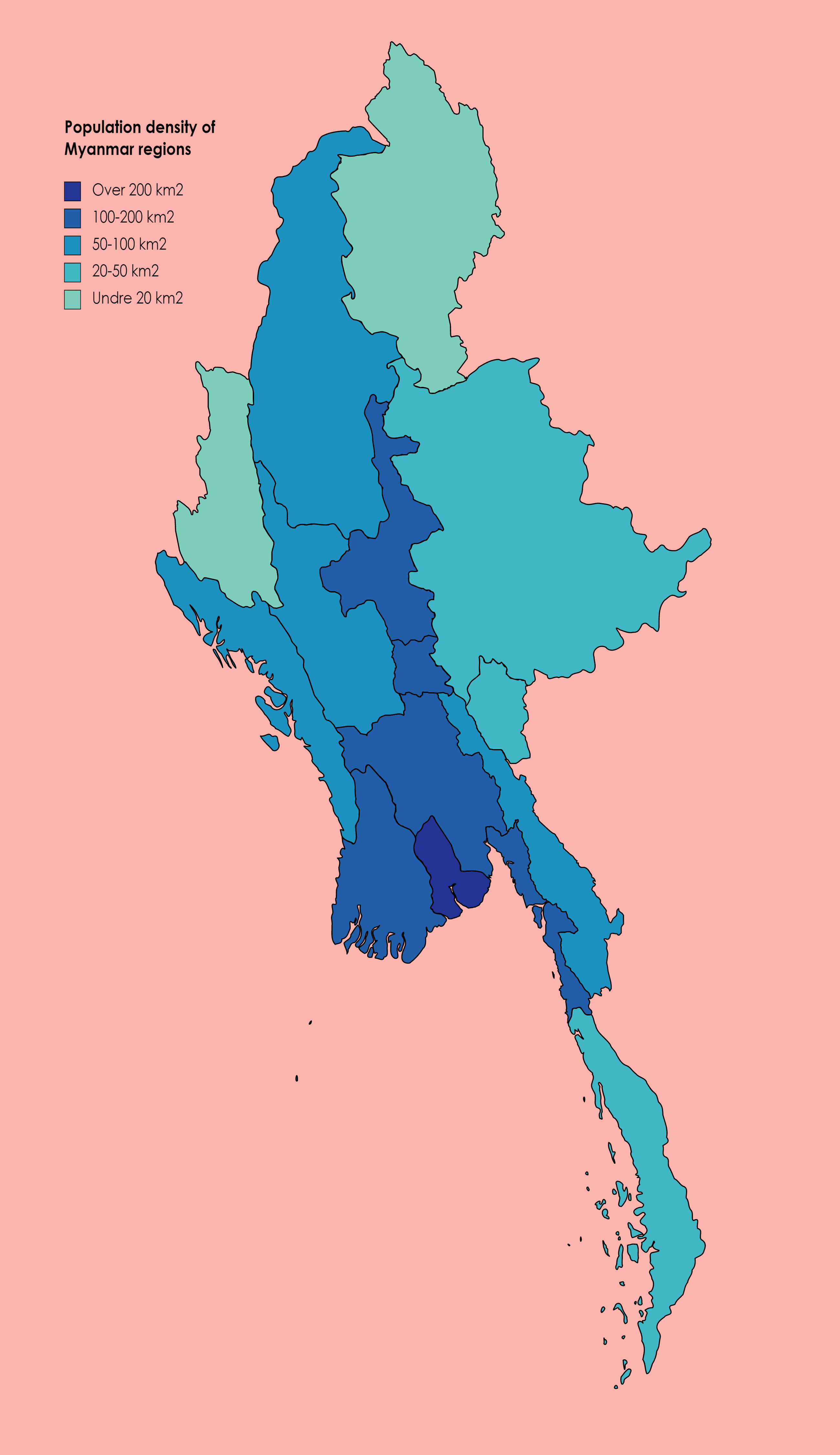
緬甸行政區人口密度圖（2014年）

緬甸有五千萬以上的國民，68%為緬族。主要的少數民族為撣族(9%)、克倫族(7%)、若開族(3.5%)、華人(2.5%)、孟族(2%)、克欽族(1.5%)、克耶族(0.75%)以及其他原住民民族(4.5%)，此外还有印度人和孟加拉人移民(1.25%)。但是緬甸官方目前並不承認緬甸華人（果敢華人除外）、印度人、孟加拉人和羅興亞人為法定少數民族（緬甸政府不再認羅興亞人為缅甸民族而歸為孟加拉人）。

### 語言
官方語言為緬甸語（緬族的母語），緬甸境內各個少數民族都使用自身的語言。漢語除了在緬甸華人內部外，在緬甸北部少數民族地區也較為通用。許多社會上層人士懂英語。
由於緬甸軍政府長期以大緬族主義為主體，所以在其他原住民地區強行禁止在學校說母語。引發了其他族群的不滿。也導致了其母語的逐漸沒落。緬甸雖然曾是大英帝國的殖民地，但是緬甸由於教育設施落後，國內不通行英語，成了前殖民地中的異數。

### 宗教
87.9%的緬甸人信仰上座部佛教，6.3%的緬甸人信仰基督宗教，2.3%的緬甸人信仰伊斯蘭教，其他信仰漢傳佛教、印度教、原始宗教、無宗教等等約佔3.5%。
佛教在緬甸占主導地位，基督宗教在緬甸北部少數民族地區（含東南克倫族）較為流行，昔日受到緬甸中央政府的較大限制，近年隨著緬甸民主改革，這些佛教以外的宗教傳播及信仰者也得到了保障。但是伊斯蘭教在緬甸仍受到當地政府和主流佛教社會的極端嚴厲的壓迫，特別是信仰伊斯蘭教的緬甸羅興亞人在緬甸沒有公民權利，亦沒有任何人權可言。

## 行政区划
缅甸一共下辖七个省（英語：Region）、七个邦（英語：State）和一個聯邦特區（奈比多，英語：Naypyidaw Union Territory）。7个省的主要人口为缅族，7个邦的主要人口由当地的少数民族构成。
| 地圖 | No.                           | 行政區                       | 緬文名稱 | 首府    | 面積 (km²) | 人口      | 鎮區數 |
| ---- | ----------------------------- | ---------------------------- | -------- | ------- | ---------- | --------- | ------ |
|      | 1                             | 伊洛瓦底省 Ayeyarwady Region |          | 勃生    | 35 138     | 7,330,200 | 26     |
| 2    | 勃固省 Bago Region            |                              | 勃固     | 39 404  | 5,581,300  | 28        |        |
| 3    | 马圭省 Magway Region          |                              | 马圭     | 44 820  | 4,760,100  | 25        |        |
| 4    | 曼德勒省 Mandalay Region      |                              | 曼德勒   | 37 024  | 6,727,900  | 31        |        |
| 5    | 实皆省 Sagaing Region         |                              | 实皆     | 94 625  | 5,663,200  | 37        |        |
| 6    | 德林达依省 Tanintharyi Region |                              | 土瓦     | 43 343  | 1,347,700  | 10        |        |
| 7    | 仰光省 Yangon Region          |                              | 仰光     | 10 171  | 5,836,200  | 45        |        |
| 8    | 钦邦 Chin State               |                              | 哈卡     | 36 019  | 541,900    | 9         |        |
| 9    | 克钦邦 Kachin State           |                              | 密支那   | 89 041  | 1,327,700  | 18        |        |
| 10   | 克耶邦 Kayah State            |                              | 垒固     | 11 733  | 247,300    | 7         |        |
| 11   | 克伦邦 Kayin State            |                              | 帕安     | 30 383  | 1,553,100  | 7         |        |
| 12   | 孟邦 Mon State                |                              | 毛淡棉   | 12 297  | 2,470,400  | 10        |        |
| 13   | 若开邦 Rakhine State          |                              | 实兑     | 36 778  | 3,004,700  | 17        |        |
| 14   | 掸邦 Shan State               |                              | 东枝     | 155 801 | 8,461,500  | 54        |        |
| 15   | 内比都联邦区 Naypyitaw        |                              | 奈比多   |         |            | 8         |        |

## 外交
緬甸與周邊諸鄰邦之關係，詳見：中国—缅甸关系、印度－缅甸关系、孟加拉國－緬甸關係、新加坡－緬甸關係。

### 經貿關係
- 根據美國中央情報局在2012年的資料顯示，緬甸聯邦共和國的出口總額為95億美元，主要出口的貨品是冰種翡翠和玉、天然木材、農產品、魚類、衣服、等。中華人民共和國是緬甸聯邦共和國的第三大出口夥伴國，佔其出口的14.2%。
- 根據美國中央情報局在2012年的資料顯示，緬甸的進口總額為55億美元，主要進口的貨品是石油、石化品、塑膠、汽車、機器、水泥、金屬、食品、電子品等。中華人民共和國是緬甸聯邦共和國的第一大進口夥伴國，佔其進口的37%。

## 教育
緬甸全民識字率約94.75%。實行小學義務教育。教育分學前教育（幼兒園）、基礎教育（小學、中學）和高等教育（大學本科、研究所）。現共有基礎教育學校40,876所，大學與學院108所，師範學院20所，科學與技術大學63所，部屬大學與學院22所。著名學府有仰光大學、曼德勒大學等。

### 高等教育
詳見：缅甸大學列表
緬甸最著名大學當屬仰光大學，以其社會學、政治學最為著稱，多數緬甸政治人物畢業於此校。

## 文化

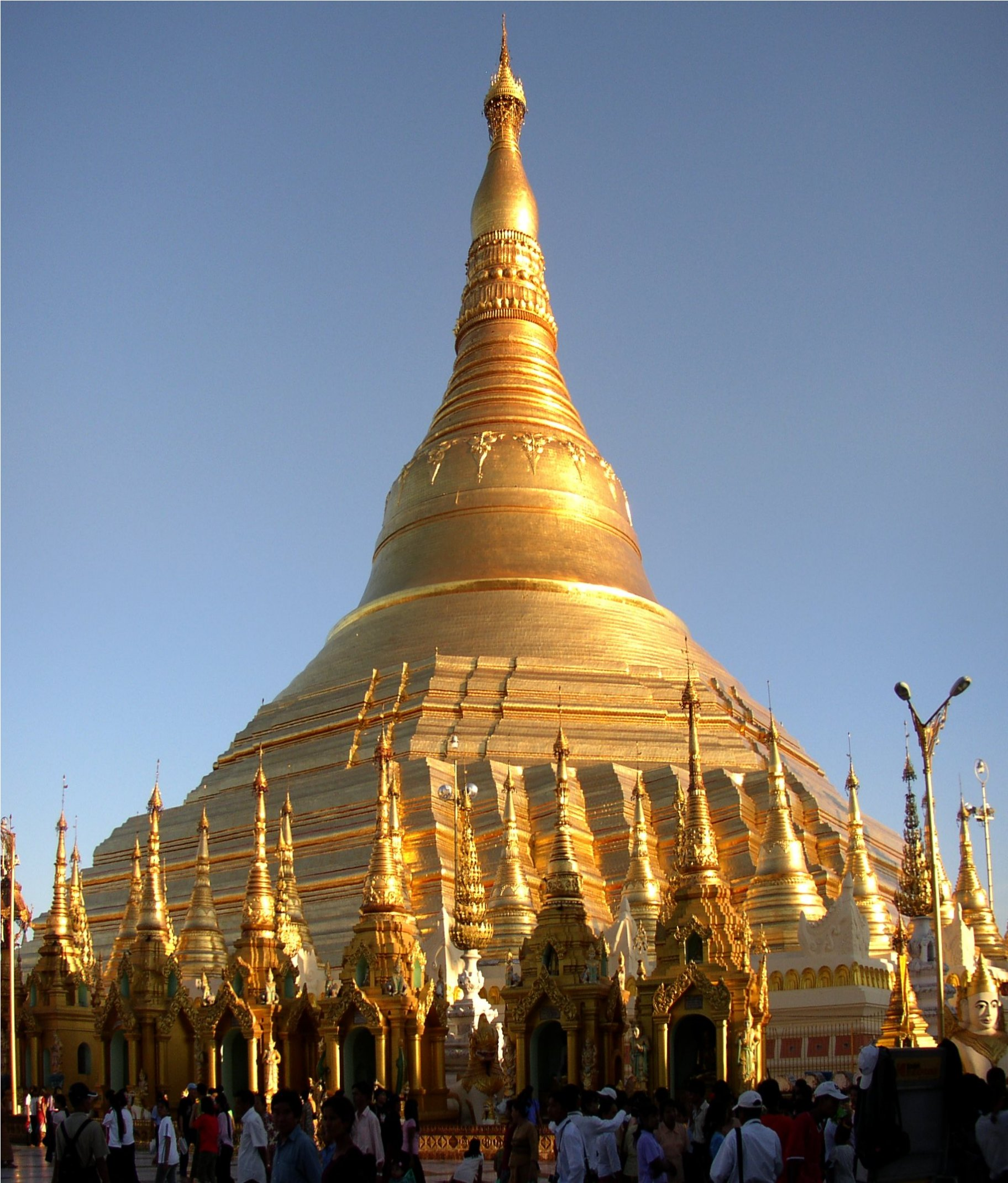
仰光大金寺

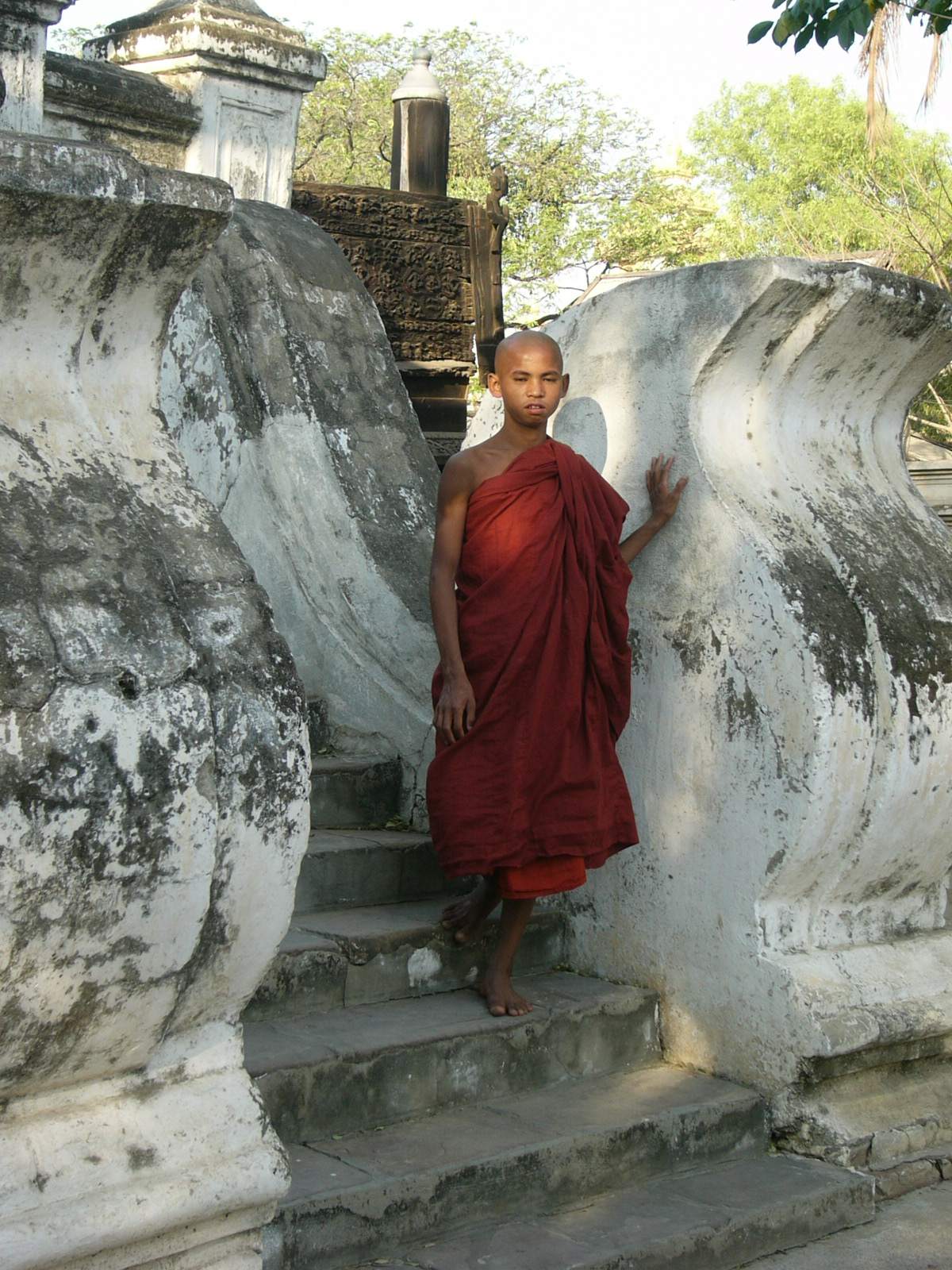
僧伽在整个缅甸是非常受到尊敬的；上座部佛教在西元前三世纪传入缅甸，在西元十一世纪时成为缅甸居民普遍的信仰，并且延续至今

緬甸語文属漢藏語系下的藏缅语族缅语支；居民以农耕为生；古文化在宗教、文学和政治制度等方面，深受印度文化影响。以蒲甘王朝为代表，建于十一世纪初，以蒲甘为首都。设行政组织，订立法律，雕刻及绘画艺术相当发达；並以自创的缅甸文取代巴利文和梵文，成为經書的正式文字。佛塔建筑以“纠苏吉刚佛塔”为其代表。
| 日期             | 名称       |
| ---------------- | ---------- |
| 1月4日           | 獨立紀念日 |
| 2月12日          | 聯邦紀念日 |
| 3月2日           | 農民節     |
| 3月10日          | 乾旱季慶典 |
| 3月27日          | 抗日勝利日 |
| 4月13日至4月16日 | 潑水節     |
| 4月17日          | 新年       |
| 5月1日           | 勞動節     |
| 7月19日          | 烈士日     |
| 11月26日         | 點燈節     |
| 12月25日         | 聖誕節     |

### 飲食

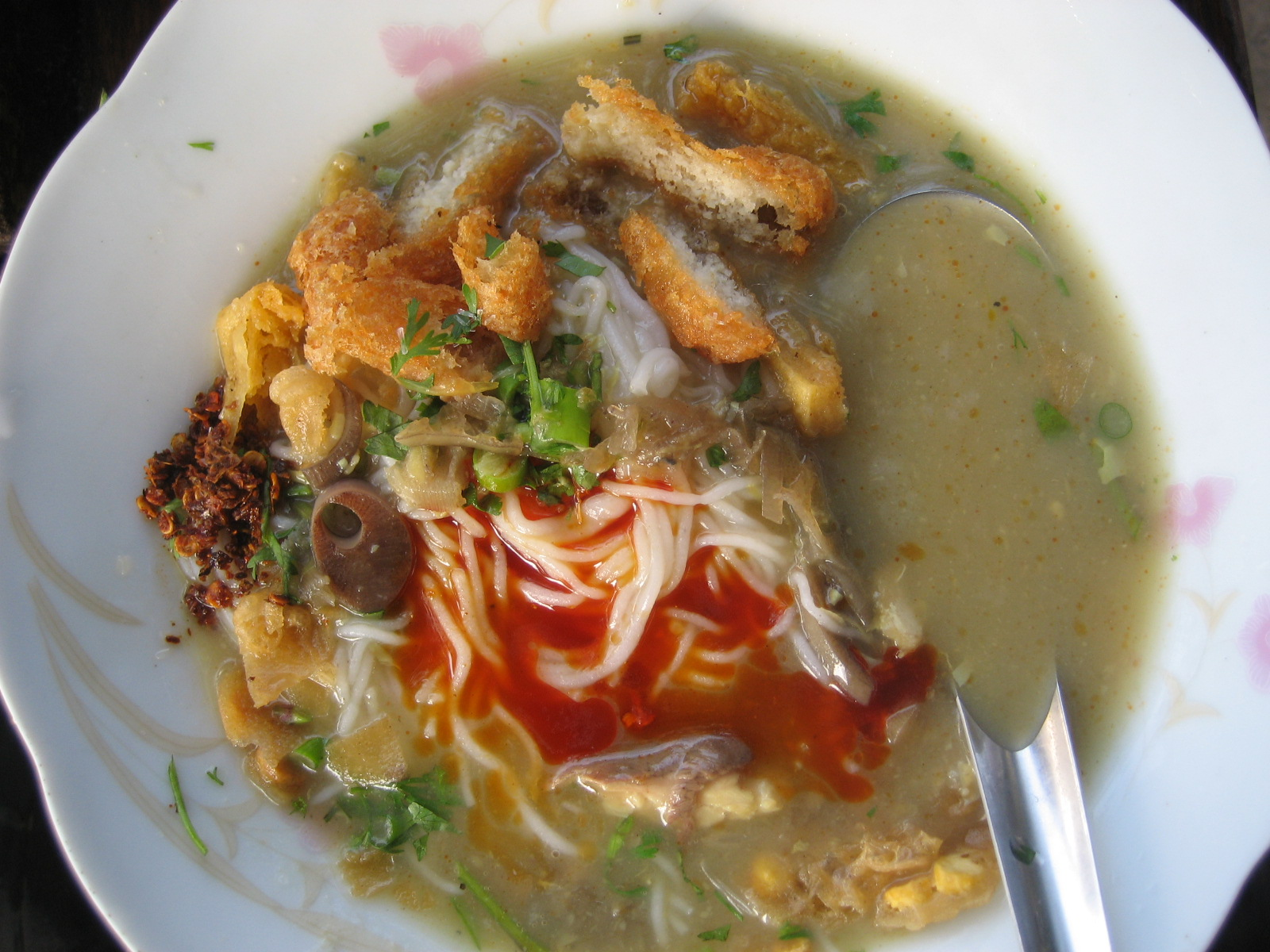
Mohinga，魚湯米粉，被廣泛認為是緬甸的國菜

緬甸盛產稻米，人民以大米為主食。早餐常吃魚湯麵、椰子麵、椰子粥、涼拌麵、涼拌米粉及用糯米、椰子、白糖做的各種各樣的糕點小吃。
緬甸人有喝早茶的習慣。人們在茶館裡喝奶茶，吃肉包子、油條及油餅，還喜歡喝魚片湯、鴨肉粥等。
緬甸人在飲食方面較為節儉。常以魚蝦醬、辣椒、煮豆、酸菜葉湯佐飯。緬甸菜餚講究油、辣、香、鮮、酸、鹹。烹調方法多以炸、烤、炒、涼拌為主。炸烤食物易於保存，涼拌不需加熱，又能祛暑。緬甸瀕海多河，魚蝦豐富，易捕撈。在緬甸以魚蝦為原料製作的食品尤多。緬甸人喜歡將竹筍醃成酸筍，和其他蔬菜、肉類混炒，味道鮮美。

## 延伸阅读
[在维基数据编辑]
 《欽定古今圖書集成·方輿彙編·邊裔典·緬國部》，出自陈梦雷《古今圖書集成》
 《新元史/卷252》，出自柯劭忞《新元史》
 《清史稿/卷528》，出自趙爾巽《清史稿》